# Leonard Carlitz
Leonard Carlitz (* 26. Dezember 1907 in Philadelphia; † 17. September 1999 in Pittsburgh) war ein US-amerikanischer Mathematiker.

## Leben und Wirken
Leonard Carlitz fiel früh durch sein mathematisches Talent auf und studierte mit einem Stipendium an der University of Pennsylvania (Bachelor 1927), wo er 1930 bei Howard Mitchell promoviert wurde (Galois fields of certain types). 1930/31 war er am Caltech bei Eric Temple Bell und 1931/32 an der Cambridge University bei Godfrey Harold Hardy. Von 1932 bis zu seiner Emeritierung 1977 war er Professor an der Duke University, zuletzt als James B. Duke Professor of Mathematics.
Carlitz publizierte insgesamt 771 wissenschaftliche Aufsätze, meist über Zahlentheorie, Theorie endlicher Körper (Galoiskörper), kommutative Ringe (Polynomringe), spezielle Funktionen und Kombinatorik.
Von 1938 bis 1973 war er Mitherausgeber des Duke Mathematical Journal. Er hatte 45 Doktoranden.
Er war seit 1931 mit Clara Skaler verheiratet und hatte zwei Söhne.